# Alejandro Serrano Caldera
Alejandro Serrano Caldera (* 5. November 1938 in Masaya) ist ein ehemaliger nicaraguanischer Diplomat und Philosoph.

## Leben
Alejandro Serrano Caldera ist Mitglied der Frente Sandinista de Liberación Nacional.
1962 schloss er ein Studium der Rechtswissenschaft an der Universidad Nacional Autónoma de Nicaragua ab.
1964 wurde er zum Doktor der Rechte des Arbeitsrechts in Rom promoviert.
Ab 1965 erhielt er dort eine Professur.
Von 1990 bis 1995 war er Rektor der Universidad Nacional Autónoma de Nicaragua.
Von 1990 bis 1994 war er Vorsitzender des Consejo Nacional de Universidades.
Von 1993 bis 1994 war er Vorsitzender des Consejo Superior Universitario Centroamericano.
Von 1974 bis 1976 war er Mitglied im lateinamerikanischen Gremium der Internationalen Arbeitsorganisation in San José (Costa Rica).
Von 1977 bis 1979 war er Mitglied im lateinamerikanischen Gremium der Internationalen Arbeitsorganisation in Lima.
Von 1979 bis 1984 war er Botschafter in Paris und bei der UNESCO.
Von 1984 bis 1992 war er Mitglied des UN-Menschenrechtsausschusses.
Von März 1985 bis 1988 war er Vorsitzender des Corte Suprema de Justicia (Oberster Gerichtshof) in Managua.
Von 1988 bis 1990 war er ständiger Vertreter der nicaraguanischen Regierung beim UN-Hauptquartier.
Er war Mitglied der Academia Nicaragüense de la Lengua.
Er veröffentlichte mehr als 20 Werke zu den Themen Philosophie, Rechtswissenschaft und Politikwissenschaft.
| Vorgänger                    | Amt                                                                                    | Nachfolger                 |
| ---------------------------- | -------------------------------------------------------------------------------------- | -------------------------- |
| Alejandro Montiel Argüello   | nicaraguanischer Botschafter in Paris 19. Juli 1979 bis 1984                           | Carlos José Barrios Torres |
| José Antonio Alvarado Correa | ständiger Vertreter der nicaraguanischen Regierung beim UN-Hauptquartier 1988 bis 1990 | —                          |